# Óblast d'Odessa
L'óblast d'Odessa (ucraïnès: Одеська oбласть, transcrit al català: Odeska óblast, transcrit indicant els senyals tous: Odes’ka oblast’; nom informal: Одещина, transcrit: Odésxyna) és una óblast d'Ucraïna meridional. Té una costa de 300 km de la mar Negra i el territori també inclou una part de la desembocadura del Danubi, com també la desembocadura del Dnièster, amb el seu estuari o liman, el liman del Dnièster. A part de les desembocadures d'aquests dos rius importants, l'óblast també compta amb unes importants albuferes (o estanys costaners).
L'óblast limita amb Romania al sud i Moldàvia a l'oest, tenint una frontera estatal de 1.362 km amb aquests dos països. Al nord limita amb l'óblast de Vínnitsia i una punteta de l'óblast de Kirovohrad, i a l'est, amb la de Mikolaiv. La resta és costa de la mar Negra.
Per millor situar l'óblast, vegeu aquest mapa d'Ucraïna que mostra les divisions administratives i països veïns de forma molt clara (en anglès).
La secció sud-oest de l'óblast forma part de les regions històriques del Budjak i de Bessaràbia.

## Geografia física

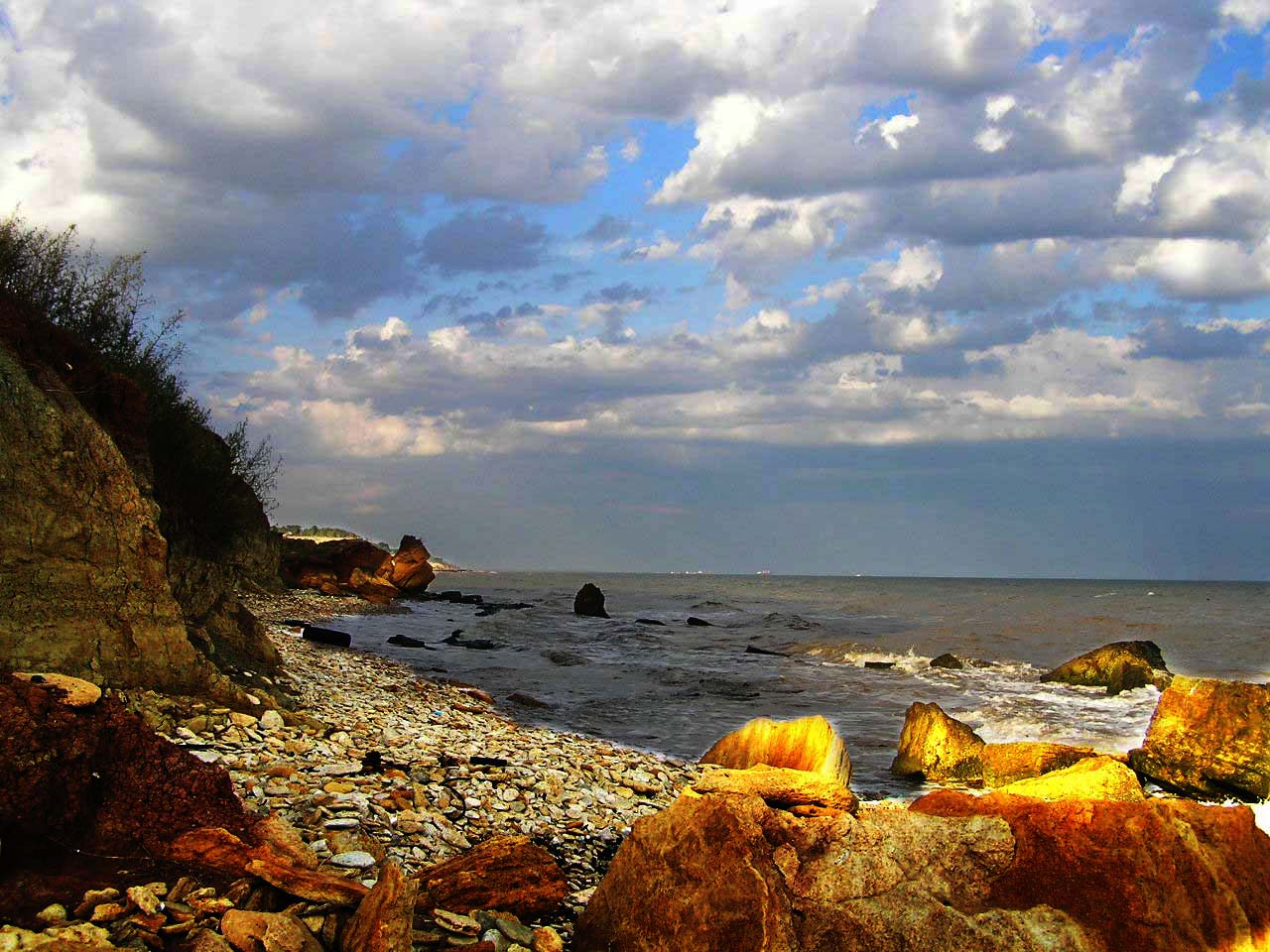
Platja a la mar Negra prop d'Odessa.

### Hidrografia
L'óblast d'Odessa és rica en sistemes d'albuferes, limans, llacs i deltes. Té 8 espais designats d'interès internacional sota el conveni de Ramsar ("Convenció relativa a les zones humides d'importància internacional especialment com hàbitat d'aus aquàtiques"). Per tant, l'óblast també és una zona d'interès pels ornitòlegs per la seva riquesa en aus i zones de nidificació d'aus. Algunes albuferes i limans formen part d'un nou parc natural declarat el 2010, mentre que la zona del delta del Danubi a Ucraïna és reserva de la biosfera.

#### Rius

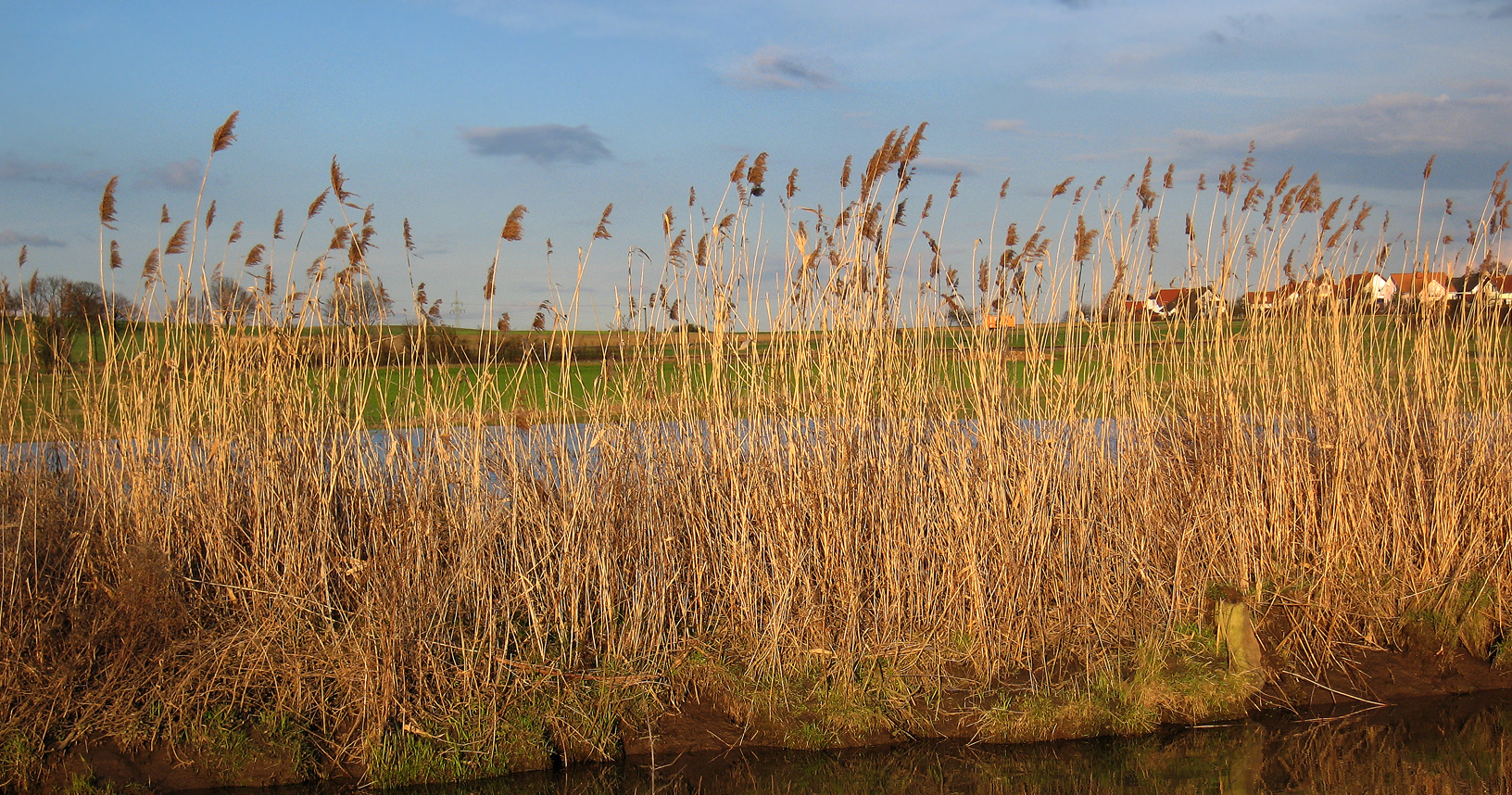
Típic paisatge d'aiguamolls i canyissars (phragmites australis) al delta del Danubi, reserva de la biosfera.

El sistema fluvial de l'óblast forma part de les conques de Danubi, Dnièster i Buh Meridional, i també de la conca de la mar Negra directament. El territori és banyat per uns 200 rius de més de 10 km de llargada, molts dels quals s'assequen a l'estiu. Els rius majors són: el Danubi (Дунай, Dunai), amb la desembocadura de Kília (Кілійське гирло, Kiliiske hirlo) que forma el delta de Kília (Кілійська дельта); el Dnièster (Дністер), amb el seu afluent Kutxurhan (Кучурган); el Kodyma (Кодима); el Savranka (Савранка), que és afluent del Buh meridional; i el Tylihul (Тилігул). Els rius majors tenen gran importància per a la navegació, la irrigació i la producció d'energia elèctrica.
Llistat de rius per conca:
- Conca del Danubi:
  - Danubi (Дунай, Dunai), amb la desembocadura de Kília (Кілійське гирло, Kiliiske hirlo), que forma la frontera amb Romania, i el delta de Kília (Кілійська дельта), reserva de la biosfera.
  - Ialpukh (Ялпух), neix a Moldàvia i desemboca al líman d'aigua dolça homònima, prop del Danubi.
- Conca del Dnièster:
  - el Dnièster (Дністер)
    - Turuntxuk (Турунчук), braç del Dnièster que se separa del riu a Moldàvia i torna a unir-se a l'óblast d'Odessa, just abans del liman del Dnièster.
    - Kutxurhan (riu) (Кучурган, 109 km), neix al poble d'Olenivka (Оленівка) i passa per la ciutat de Kutxurhan abans de desembocar a un braç del Dnièster, el Turuntxuk (Турунчук).
- Conca del Buh Meridional
  - Buh Meridional, forma part de la frontera entre l'óblast d'Odessa i la de Vínnitsia per uns quilòmetres.
    - Savranka (Савранка, 96 km), neix a l'óblast de Vínnitsia, al poble de Rudnytske (Рудницьке), i desemboca al Buh Meridional a l'assentament de tipus urbà Savran o Savrany (Саврань), just a la frontera amb l'óblast de Vínnitsia.
    - Kodyma (Кодима, 149 km), neix prop del municipi homònim a l'óblast d'Odessa i desemboca al Buh Meridional a Pervomaisk, a l'óblast veïna de Mikolaiv.
- Conca de la mar Negra (directament)
  - Velykyi Kuiàlnyk (Вели́кий Куя́льник, 150 km), neix prop de la ciutat de Kotovsk i desemboca al seu liman. Tot ell transcorre dins de l'óblast d'Odessa.
  - Tylihul (Тилігул, 168 km), desemboca al liman homònim, que al seu torn, desemboca a la mar Negra.
  - Khadjýder (Хаджидер, 84 km) neix a Moldàvia i desemboca a l'óblast d'Odessa, alimentant l'albufera homònima a les vores de la mar Negra.
  - Kohíllnyk (ucraïnès: Когі́льник, romanès: Cogâlnicul, 183 km), neix a Moldàvia i desemboca al liman de Sassyk (лиман Сасик), també conegut com a Kunduk (Кундук).
  - riu Sarata (Сарата, 120 km), neix a Moldàvia i desemboca al liman de Sassyk (лиман Сасик), també conegut com a Kunduk (Кундук).

#### Llacs, limans d'aigua dolça

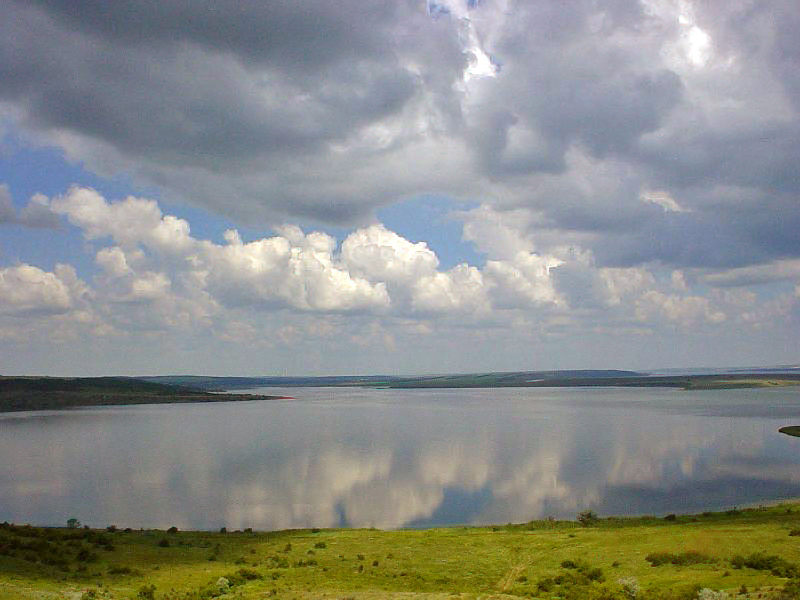
El líman del Tylihul.

La part sud de l'óblast d'Odessa conté una sèrie de llacs anomenats els Llacs pre-Danubi d'Ucraïna (Придунайські озера України, Prydunaiskyi òzera Ukraïn·y). Els principals són cinc, dos dels quals de tipus liman, i tres de tipus "plana d'inundació", formats a la plana d'inundació del Danubi.
- llac Ialpukh o Ialpuh (Ялпух, Ялпуг) — aquest llac de tipus liman és el llac natural més gran d'Ucraïna, alimentada pel riu homònim que neix a Moldàvia. A les seves vores es troben els municipis de Bolhrad, Krynytxne, Vladytxyn, Kotlovyna, Plavni i Ozerne, entre d'altres. Comunicava amb el llac Kuhurlui fins als anys 70, ara hi comunica mínimament, amb el consegüent estancament d'aigües.
- llac Kuhurlui (Кугурлуй), de tipus plana d'inundació. Antigament estava separat del Ialpukh per una barra de sorra i l'aigua del Ialpukh entrava al Kuhurlui per un petit estret, però els anys 70 es va construir una petita presa amb una carretera, i ara hi passa poca aigua. El Kuhurlui connecta amb el riu Danubi a través de tres estrets, un dels quals amb resclosa, a més d'altres passos més petits pels peixos. En aquesta vora sud del llac es va construir un pòlder per cultivar cereals. Entre el 1939 i 1941, el llac va servir de base per la flota militar soviètica del Danubi. A la riba sud-est, es troba l'única colònia de pelicà cresp (Pelecanus crispus) d'Ucraïna, una espècie amenaçada i el pelicà més gran d'Europa.
- llac Kahul (Кагул), de tipus plana d'inundació ("oxbow" en anglès).
- llac Katlabukh (Катлабух), de tipus plana d'inundació.
- llac Kytai (Китай), de tipus combinat liman i plana d'inundació.

#### Limans, albuferes

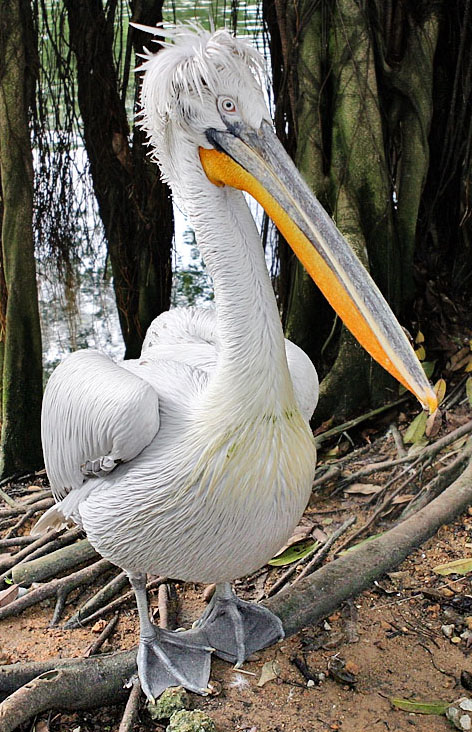
Una altra imatge d'un pelicà cresp.

Les albuferes de Tatarbunary es troben al raion homònim, entre Vylkove (a la frontera romanesa) i Tatarbunary. Aquestes albuferes sovint s'anomenen "llac", tot i que són salats, i a vegades també líman. Des del 2010, formen part del nou Parc nacional dels limans de Tuzlý.
- Liman de Sassyk o liman de Kunduk (Сасик o Кундук), aquesta albufera comparteix nom amb una de Crimea, també anomenat Sassyk-Syvaix (Саси́к-Сива́ш). El liman de Sassyk és alimentat pels rius Kohíllnyk i Sarata.
- Llac Burnàs (озеро Бурнас, ózero Burnàs, o лиман Бурнас, líman de Burnàs) - al raion de Tatarbunary
- líman d'Alibei (лиман Алібей, liman Alibei), ara dividit en dos per una presa per forma una segon llac, el de Khadjyder.
- Llac Khadjýder (oзеро Хаджидер, ózero Khadjýder), format per la divisió de liman d'Alibei per una presa, és alimentat pel riu Khadjýder.
- Llac Xahan·y (Шагани)

limans prop d'Odessa:
Seguint la costa cap a l'est, prop de d'Odessa, hi ha tres limans.
- liman del Dnièster (Дністро́вський лима́н, Dnistrovskyi lyman). A la riba d'aquest liman es troben els municipis de Bílhorod-Dnistrovskyi, Ovidiòpol (Овідіополь), Mikolaivka (Миколаївка) i Zatoka (Затока, prop de Serhíïvka), entre d'altres.
- liman del Khadjybei (Хаджибейський лиман, Khadjybeiskyi lyman), just a Odessa.
- liman del Kuiàlnyk (Куяльницький лиман, Kuialnytskyi lyman), just al nord d'Odessa, és alimentat pel riu Velykyi Kuiàlnyk.
- liman del Tylihul (Тилігу́льський лима́н, Tylihulskyi lyman), prop de la ciutat costanera de Iujne (Южне), separa les óblasts d'Odessa i Mikolaiv

### Clima

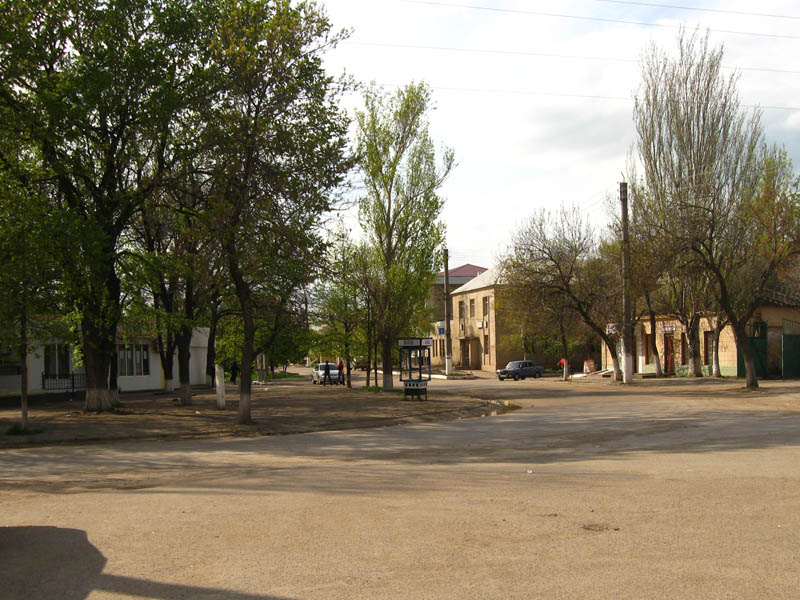
El centre de la ciutat de Berezivka.

El clima de l'óblast és continental moderat. Els estius són calorosos, els hiverns suaus, amb poca neu. Les temperatures mitjanes el gener són de -5º (a la secció nord) i -2 °C (a la secció sud), i el juliol de 21º i 23 °C, respectivament. La precipitació anual sol ser d'entre 340 a 470. Al sud són freqüents els períodes de sequera.

### Parcs naturals

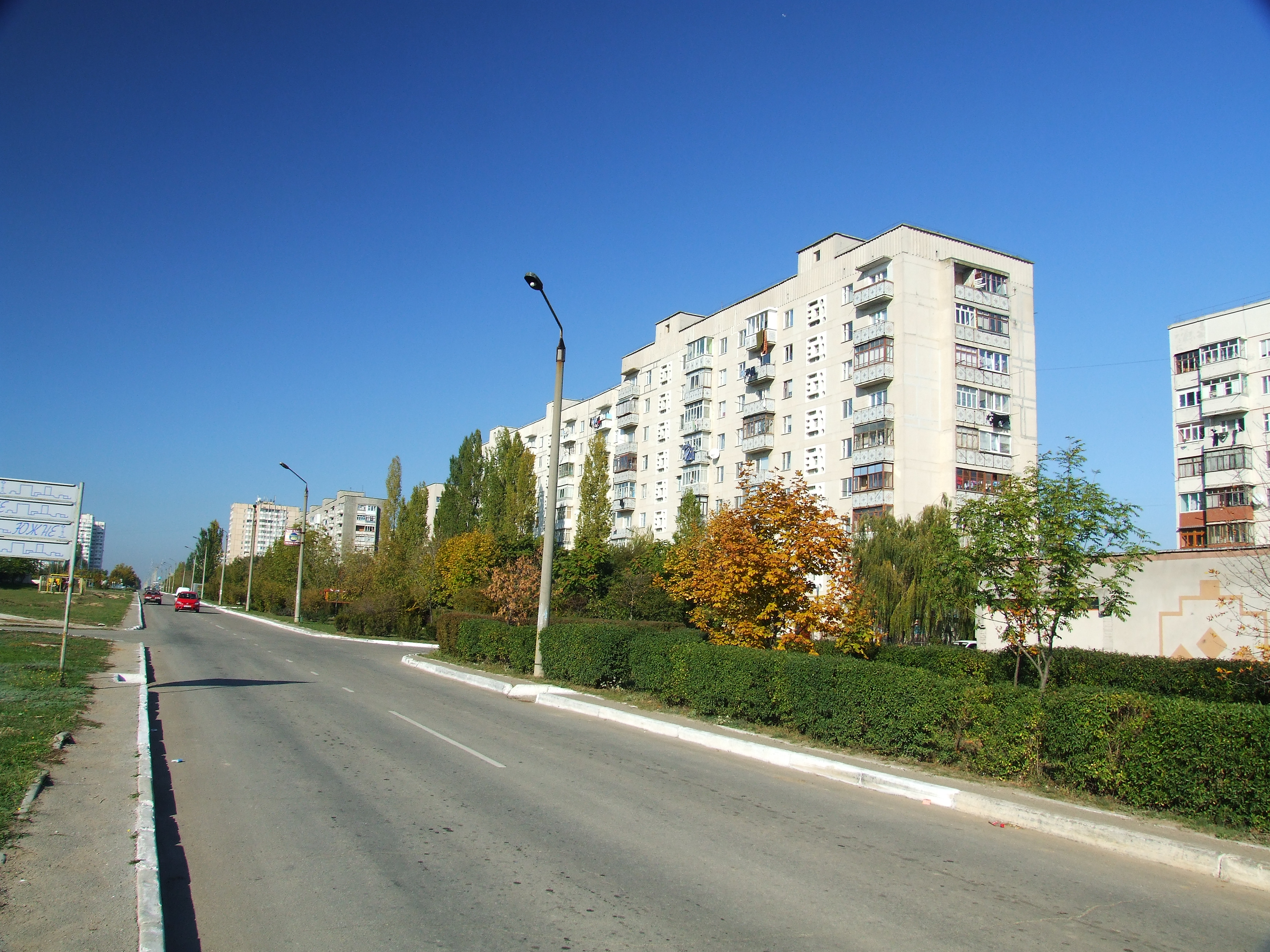
Un carrer a Iujne.

- Parc nacional dels Limans de Tuzlý (Національний природний парк «Тузловські лимани»), prop del poble de Tuzlý (Тузли), aquest nou parc nacional, declarat el 2010, engloba una sèrie d'albuferes i limans d'aigua principalment salada al raion de Tatarbunary, a l'óblast d'Odessa. El territori del parc inclou parts dels anomenats llacs (озеро) i limans de Xagan·y (Шагани), Alibei (Алібей) i Burnàs (Бурнас), i també els anomenats llacs de Solone (Солоне), Khadjýder (Хаджидер), Karatxàus (Карачаус), Budury (Будури), Martaza (Мартаза), Mahalevske (Магалевське), Malyi Sassyk (Малий Сасик, "Sassyk petit") i Djanxeiske (Джаншейське).
- Reserva de la biosfera del Danubi (Дунайський біосферний заповідник, Dunaiskyi biosfernyi zapovidnyk), a la secció del delta del Danubi anomenat "Delta del Kília" (Кілійська дельта). Aquesta part del Delta del Danubi està formada pel braç o la "boca de Kília" (Кілійське гирло, Kiliiske hirlo), que forma la frontera amb Romania.[1]

- Reserva botànica de les praderies de Phyllophora de la badia d'Odessa (Філофорне поле Зернова - ботанічний заказник, Filoforne pole Zernova - botanitxnyi zakàznyk). Aquesta reserva marina fou creada el 2008 per intentar preservar una colònia única (per la seva grandària) de les algues vermelles anomenades Phyllophora, en alarmant regressió. Aquesta interessant concentració botànica fou descrita el 1908 pel científic S. A. Zernov, d'aquí el nom de la colònia. Vegeu un mapa de (la reducció de) l'àrea a "Reduction of the Zernov's Phyllophora fields in the Bay of Odessa" (2001) Arxivat 2009-05-17 a Wayback Machine. (UNEP/GRID-Arendal Maps and Graphics Library, en anglès).

- Vuit zones humides designades d'interès internacional ornitològic sota el conveni de Ramsar ("Convenció relativa a les zones humides d'importància internacional especialment com hàbitat d'aus aquàtiques").
  - Els aiguamolls del delta del Dnièster («Дністровські плавні», Dnistrovski plavni, anomenat el "Dniester-Turunchuk Crossrivers Area" en anglès), just abans del liman del Dnièster, a la zona on s'ajunta el seu braç, el Turuntxuk. Vegeu algunes fotos a Nedaleko Arxivat 2016-03-05 a Wayback Machine.. (en ucraïnès i rus)
  - La zona nord del liman del Dnièster (Дністро́вський лима́н, Dnistrovskyi lyman)
  - El liman del Tylihul (Тилігу́льський лима́н, Tylihulskyi lyman)
  - El sistema d'albuferes Xagan·y-Alibei-Burnàs
  - El sistema del llac Kartal, que inclou alguns dels llacs de tipus "plana d'inundació" prop del Danubi.
  - El llac Kuhurlui (Кугурлуй), un dels llacs de tipus plana d'inundació prop del Danubi.
  - Secció del delta del Danubi anomenat la "boca del Kíliia"
  - El llac de Sassyk o Kunduk (Сасик o Кундук), una albufera.

## Política i govern

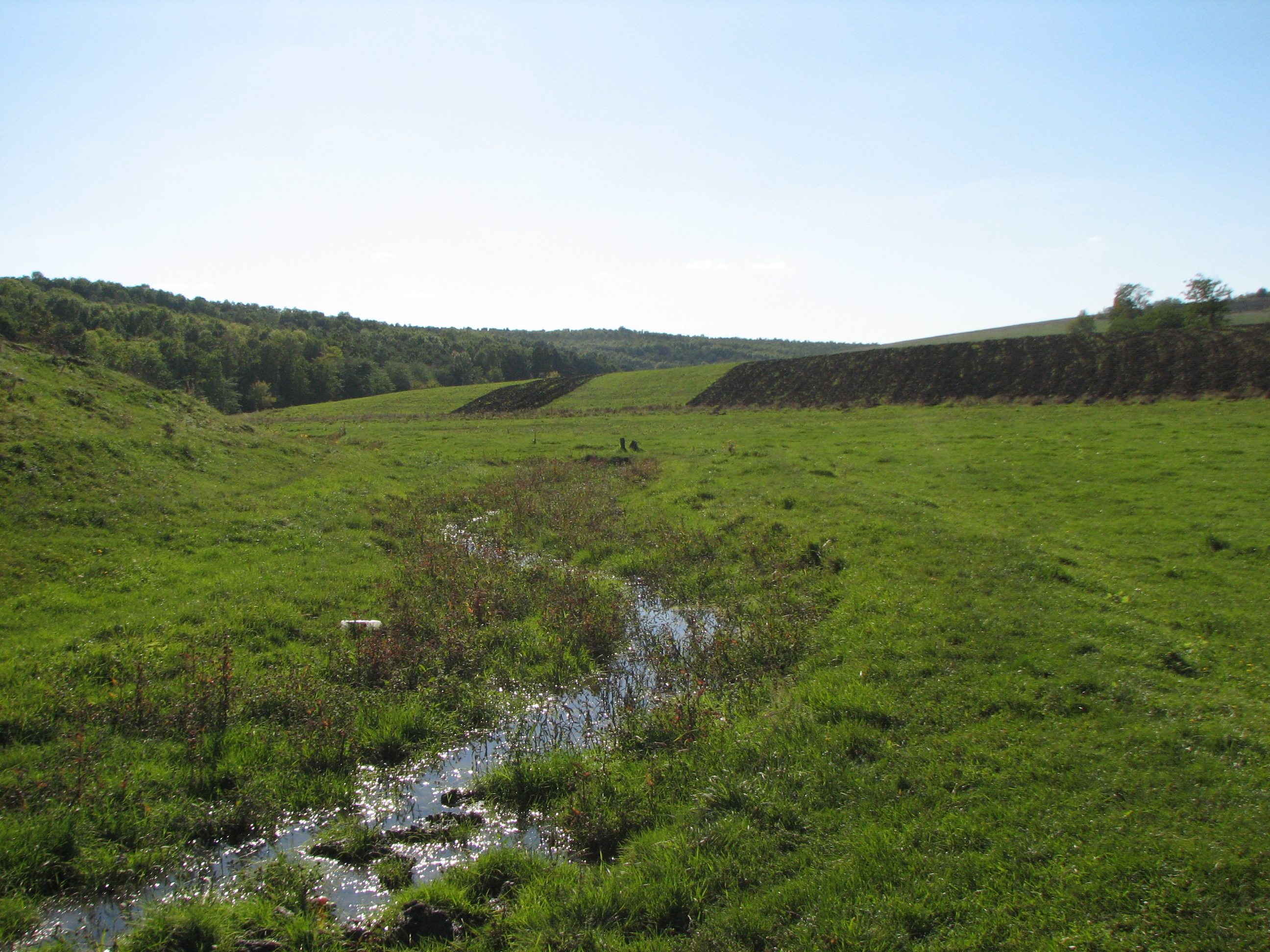
El naixement del riu Tylihul, prop del poble d'Oleksandrivka (Олександрівка).

### Divisions administratives
L'óblast d'Odessa està dividida en 26 raions (sing. район, raion, pl. райо́ни, raion·y, subdivisió administrativa similar a les nostres comarques) i 7 ciutats que no depenen d'un raion sinó directament de l'óblast. Aquestes últimes són les ciutats de: Bílhorod-Dnistrovskyi (Білгород-Дністровський), Izmaïl (Ізмаїл), Il·litxivsk (Іллічівськ), Kotovsk (Котовськ), Odessa (Одеса), Teplodar (Теплодар) i Iujne (Южне).
L'óblast té un total de:
- 19 ciutats (sing: мі́сто, misto, plural: мі́ста, mista), 12 de les quals depenen d'un raion;
- 33 "assentaments de tipus urbà" o SMTs (un смт, smt, се́лище місько́го ти́пу, sélysxe miskoho typu, és un municipi amb estatus entre poble i ciutat);
- 1113 pobles (село́, seló); i...
- 23 llogarrets (се́лище, sélysxe, tot sol).

### Districtes
| Districtes de l'oblast d'Odessa | |  |
| - Districte d'Ananiv - Districte d'Artsyz - Districte de Balta - Districte de Berezivka - Districte de Bílhorod-Dnistrovskyi - Districte de Bolhrad - Districte de Frunzivka - Districte d'Izmaïl - Districte d'Ivanivka - Districte de Kiliya - Districte de Kodyma - Districte de Kominternivske - Districte de Kotovsk | - Districte de Krasni Okny - Districte de Liubashivski - Districte de Mykolaivka - Districte d'Ovidiopol - Districte de Reni - Districte de Rozdilna - Districte de Sarata - Districte de Savran - Districte de Shyriaieve - Districte de Tatarbunary - Districte de Tarutine - Districte de Velyka Mykhailivka |  |

### Principals ciutats
- Odessa

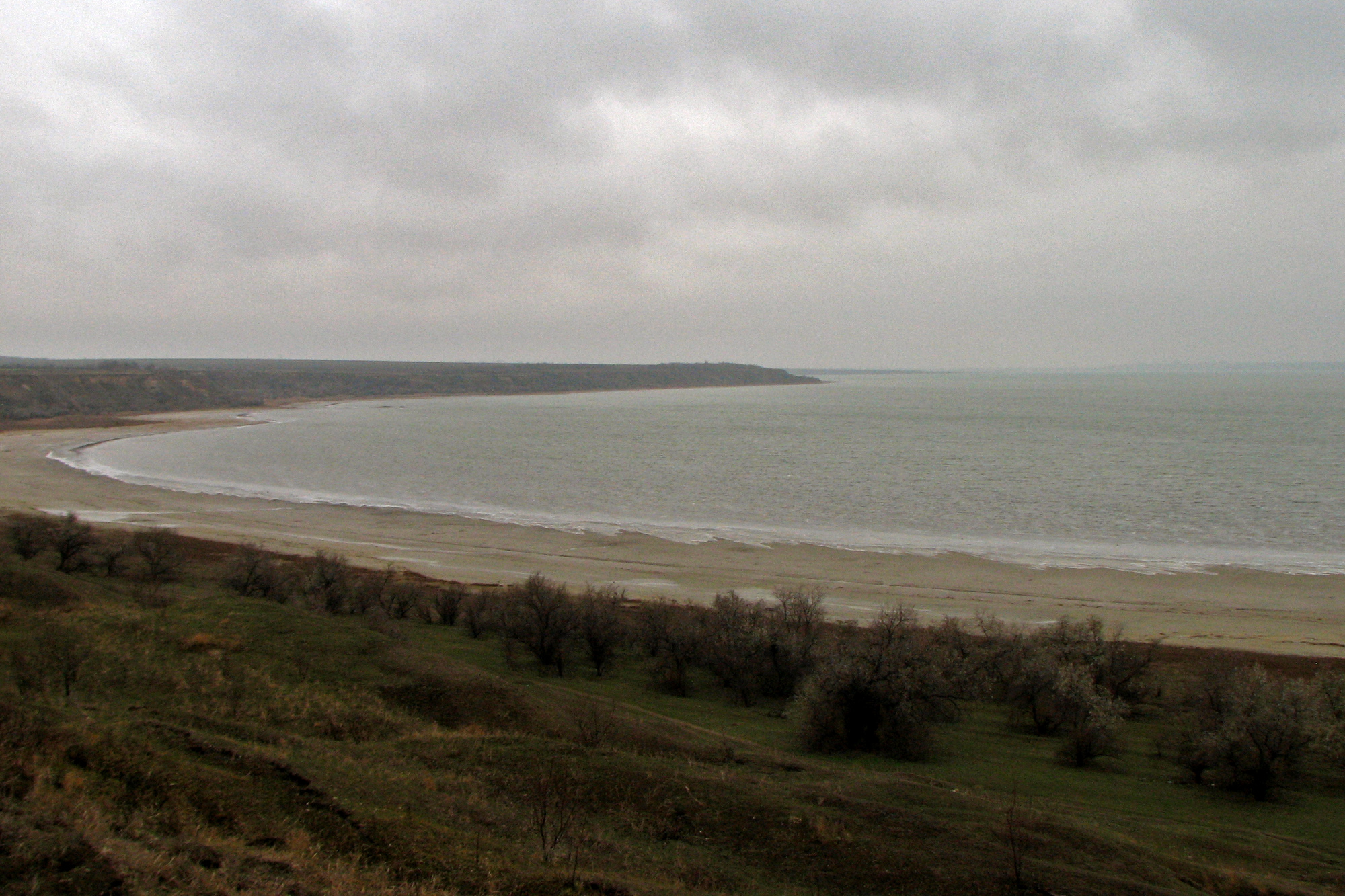
Vista des de la riba esquerra del liman del Kuiàlnyk.

- Anànyïv (Ана́ньїв), a la riba del Tylihul.
- Artsiz (Арци́з)
- Balta (ucraïnès: Ба́лта, romanès: Balta)
- Berezivka (Березівка), a la riba del Tylihul.
- Bílhorod-Dnistrovskyi (ucraïnès: Бі́лгород-Дністро́вський, romanès: Cetatea Albă; abans del 1944 — Аккерман, Akkerman)
- Bíliaivka o Biliàivka (ucraïnès: Біл́яївка; anglès: Biliaivka)
- Bolgrad (Болгра́д), a la ribera est del liman fluvial Ialpukh o Ialpuh (Ялпух o Ялпуг), el llac d'aigua dolça més gran d'Ucraína i un d'una sèrie de llacs o limans fluvials prop del Danubi.
- Izmaïl (Ізмаїл), un port al delta del Danubi, centre turístic, de les indústries alimentària i pesquera
- Il·litxivsk (Іллічівськ)
- Kilia (ucraïnès: Кілія, anglès: Kiliya, romanès: Chilia; grec: Kellia; turc: Kilya o Kili)
- Kodyma (Кодима)
- Kotovsk (Кото́вськ, abans del 1935, Бірзула, Birzula, ciutat també coneguda com a Чорний Ліс, Txornyi Lis)
- Rení (ucraïnès: Рені́, romanès: Reni)
- Rozdilna (Роздільна)
- Tatarbunary (ucraïnès: Татарбуна́ри; romanès: Tatarbunar; rus: Татарбунары; turc: Tatarpınarı), al liman de Sasyk
- Teplodar (Теплода́р)
- Vylkove (ucraïnès: Вилкове, Vylkove; anglès: Vylkove; romanès: Vâlcov; rus: Вилково, Vilkovo; francès: Vylkove; polonès: Wilkowo; alemany: Wylkowe, pronunciat Vylkove), al delta del Danubi
- Iujne (Ю́жне)

## Història
La secció sud-oest de l'óblast forma part de les regions històriques del Budjak i de Bessaràbia. En aquestes terres hi han viscut escites, sàrmates, romans, gots, rus' de Kíev, huns, mongols, tàtars, gagaüsos, turcs, etc. Els pobles túrquics, com ara els tàtars, gagaüsos i turcs, a més, han legat moltíssims dels topònims de la meitat sud de l'óblast.

## Galeria d'imatges

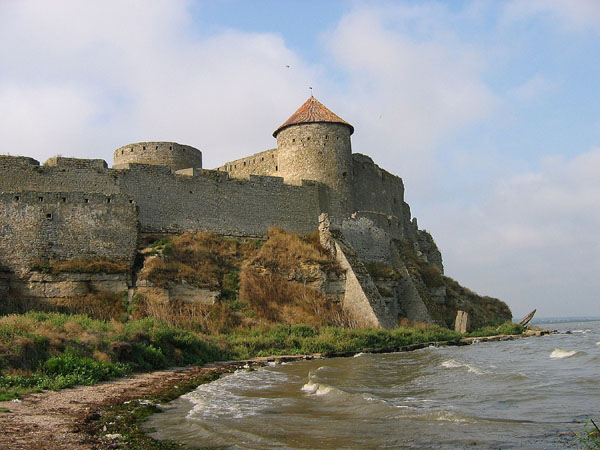
La fortalesa de Bílhorod-Dnistrovskyi o Akkerman
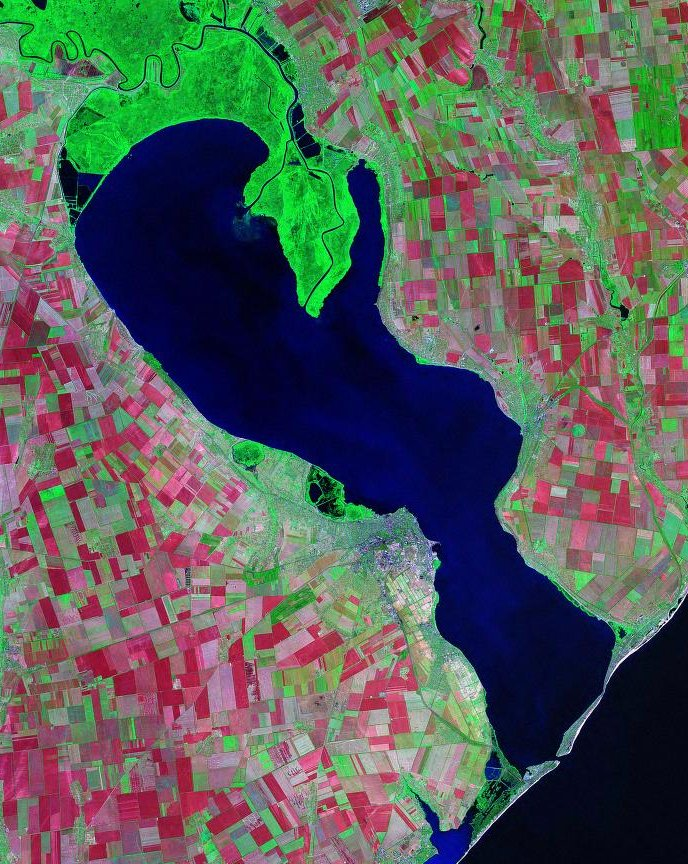
Imatge satèl·lit del liman del Dnièster.
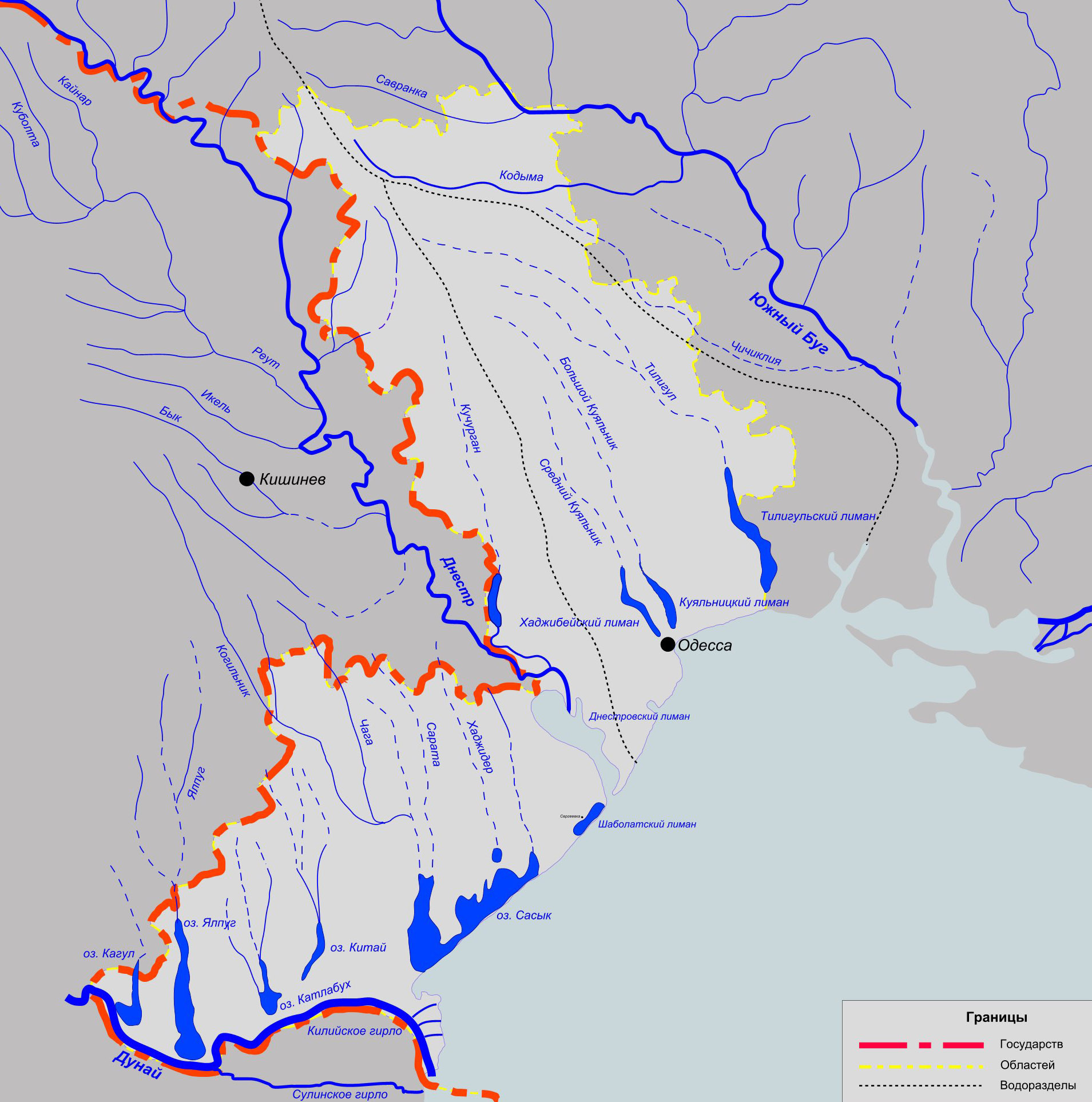
Mapa hidrografic de l'óblast on es poden apreciar rius, límans i albuferes. (en rus)
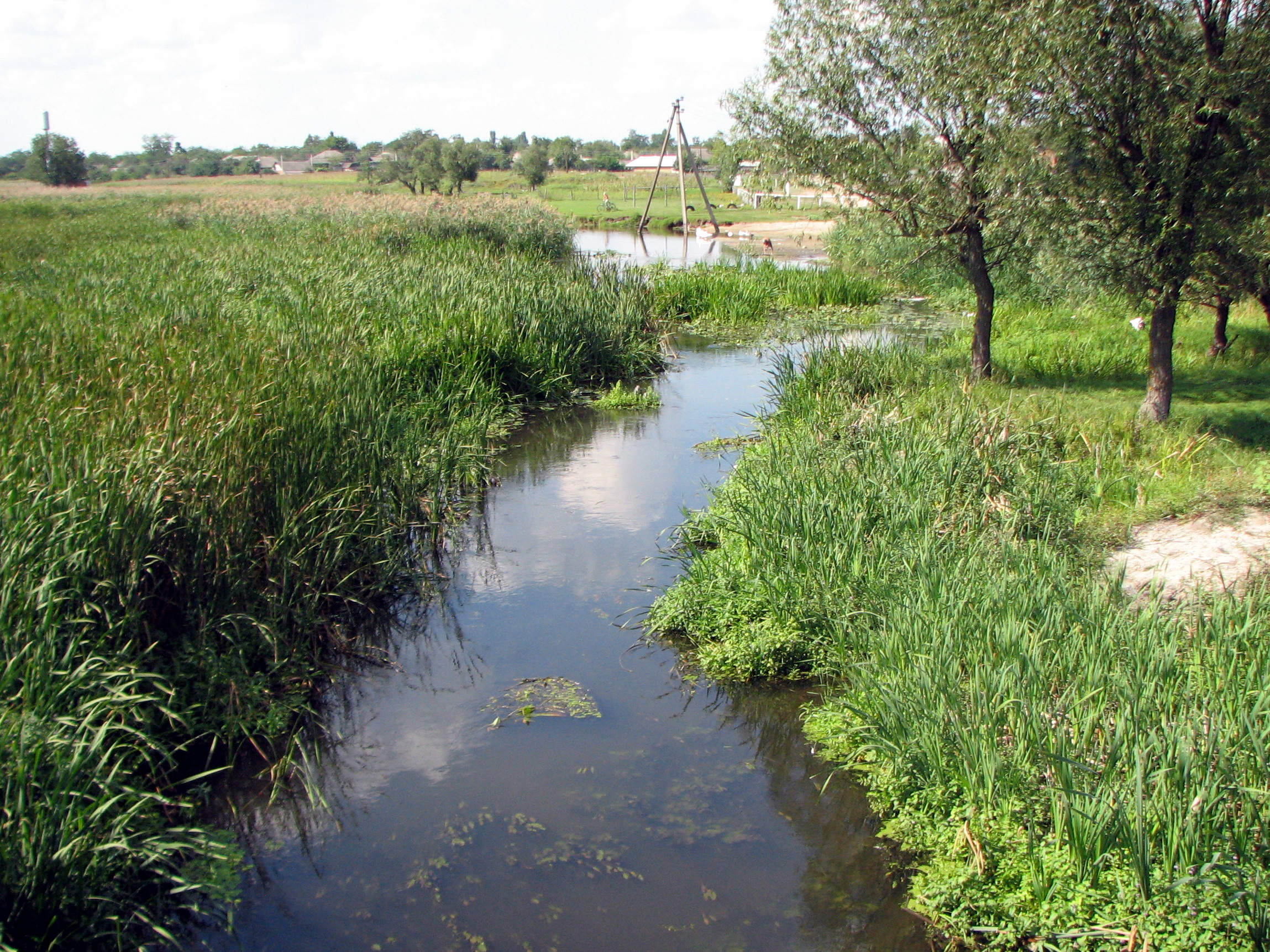
El riu Savranka.
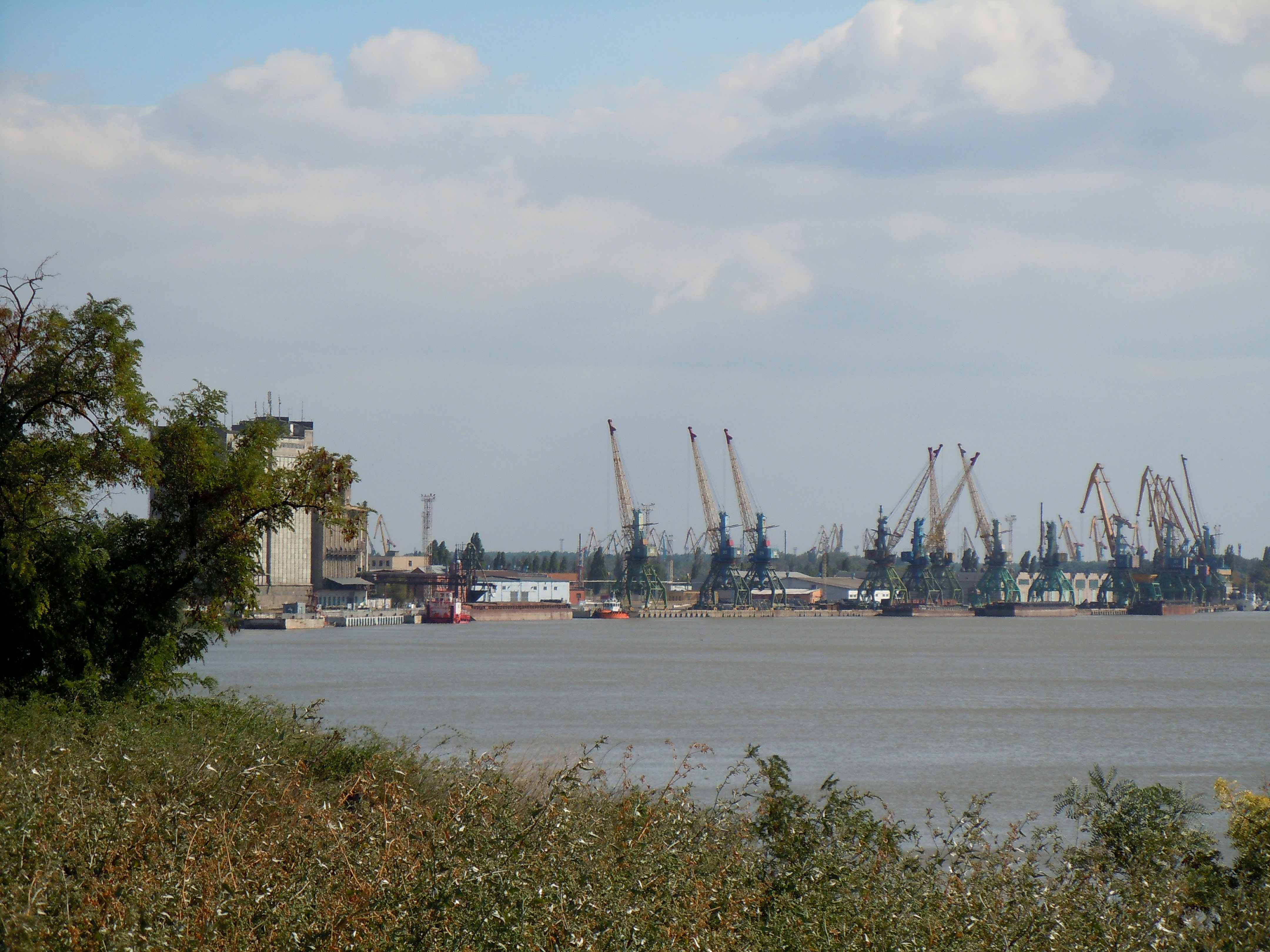
Ribera del Danubi a Izmaïl
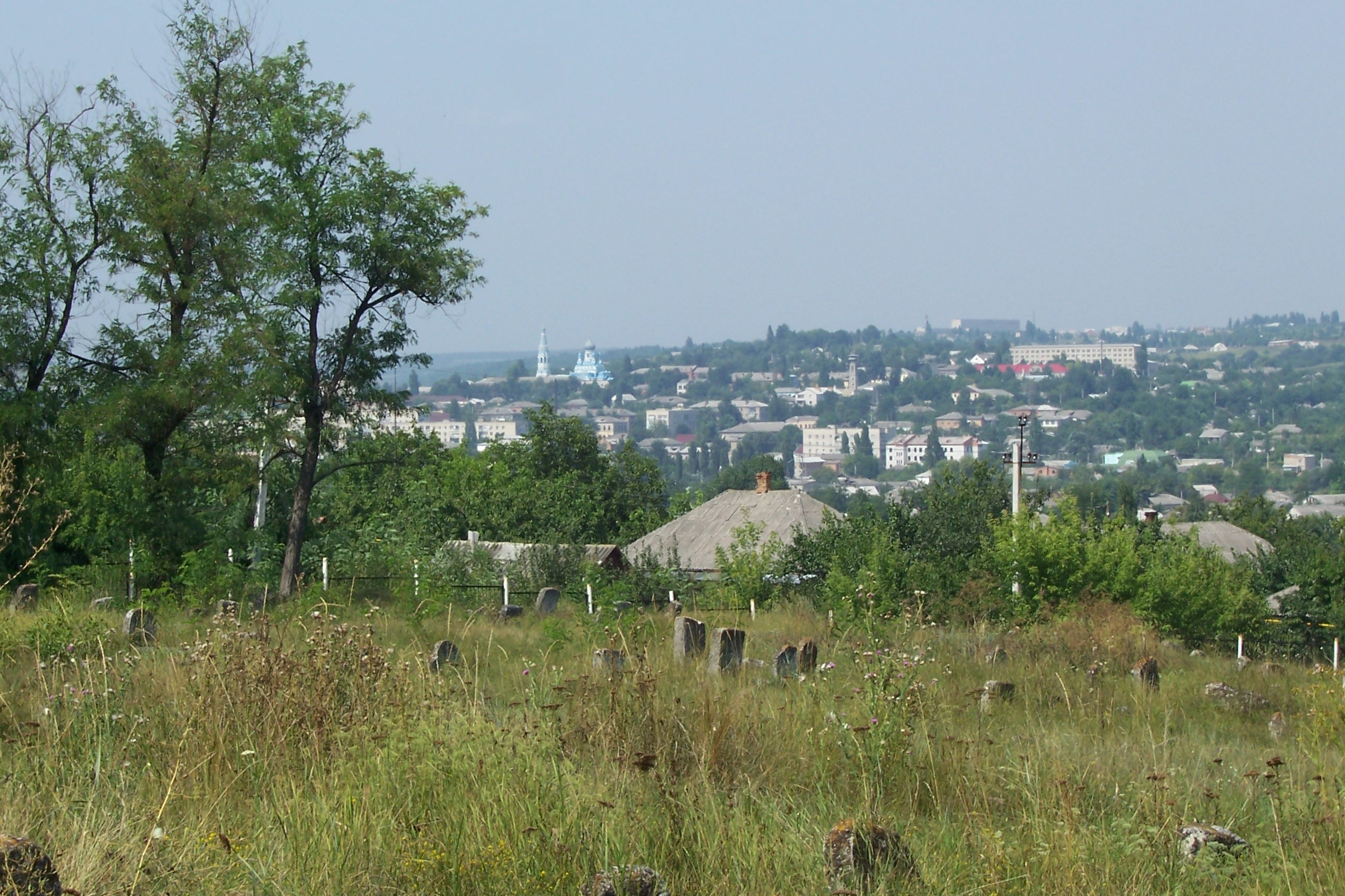
Vista de la ciutat de Balta des del cementiri jueu.
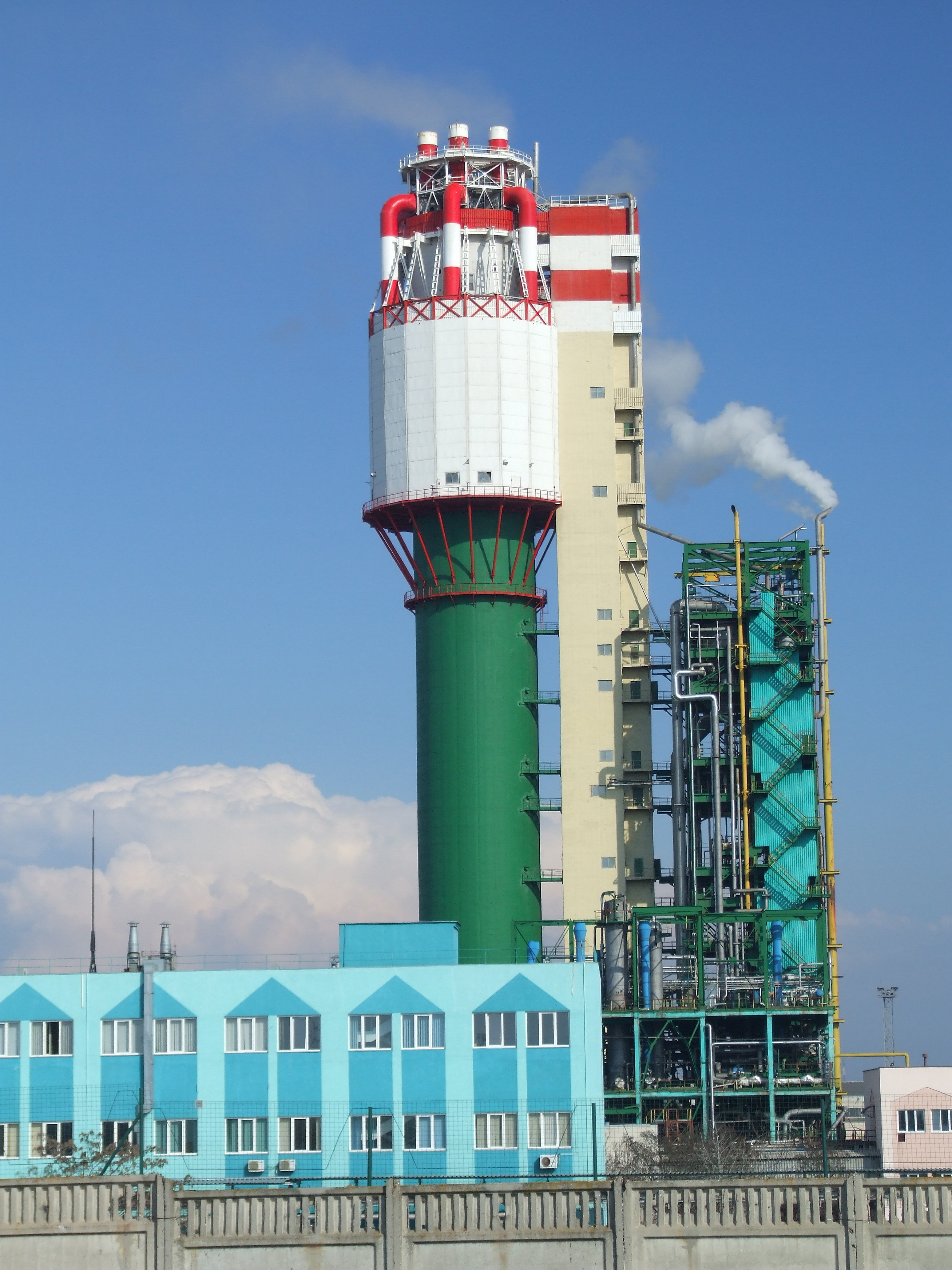
Torre d'una fàbrica prop del port d'Odessa.